# АШ-62
М-62 (з 1944 — АШ-62) — 9 циліндровий радіальний поршневий двигун із повітряним охолодженням, створений у конструкторському бюро А. Швецова на базі американського двигуна Wright R-1820.

## Технічний опис
Двигун обладнано одношвидкісним привідним відцентровим нагнітачем і редуктором планетарного типу. Нагнітач дозволяє розвинути високу злітну потужність (1000 к.с.) і підтримувати необхідну крейсерську потужність на великих висотах при незначній витраті палива. Редуктор дозволяє використовувати гвинт великого діаметра.
Двигун живиться від карбюратора типу АКМ-62ІР, який обладнано висотним компресором для автоматичного регулювання якості паливної суміші зі зміною висоти польоту. Подачу палива до карбюратора забезпечує бензонасос типу БНК-12БС. Запалення паливної суміші в циліндрі здійснюється за допомогою двох свічок запалення на які подається висока напруга з двох магнето БСМ-9. Для змащування двигуна використовується олива МК-22 і МС-20. Тиск в системі змащування підтримується насосом типу МШ-8, а очищення оливи здійснюється пластинчастим фільтром МФМ-25. Двигун заводиться електричним стартером типу РИМ-24.
Двигун АШ-62 може бути обладнаний:
- генератором ГСК-1500 — для живлення струмом бортових систем літака;
- вакуумним насосом АК-4С — для створення розрідження в гіроскопічних пілотажних приладах;
- гідронасосом МШ-3А — для створення тиску в гідросистемі літака;
- повітряним компресором АК-50М — для забезпечення літака запасом стисненого повітря, для системи гальмування.

Амортизаційний строк двигуна — 2800 год:
- 700 год до першого техогляду (ТО1);

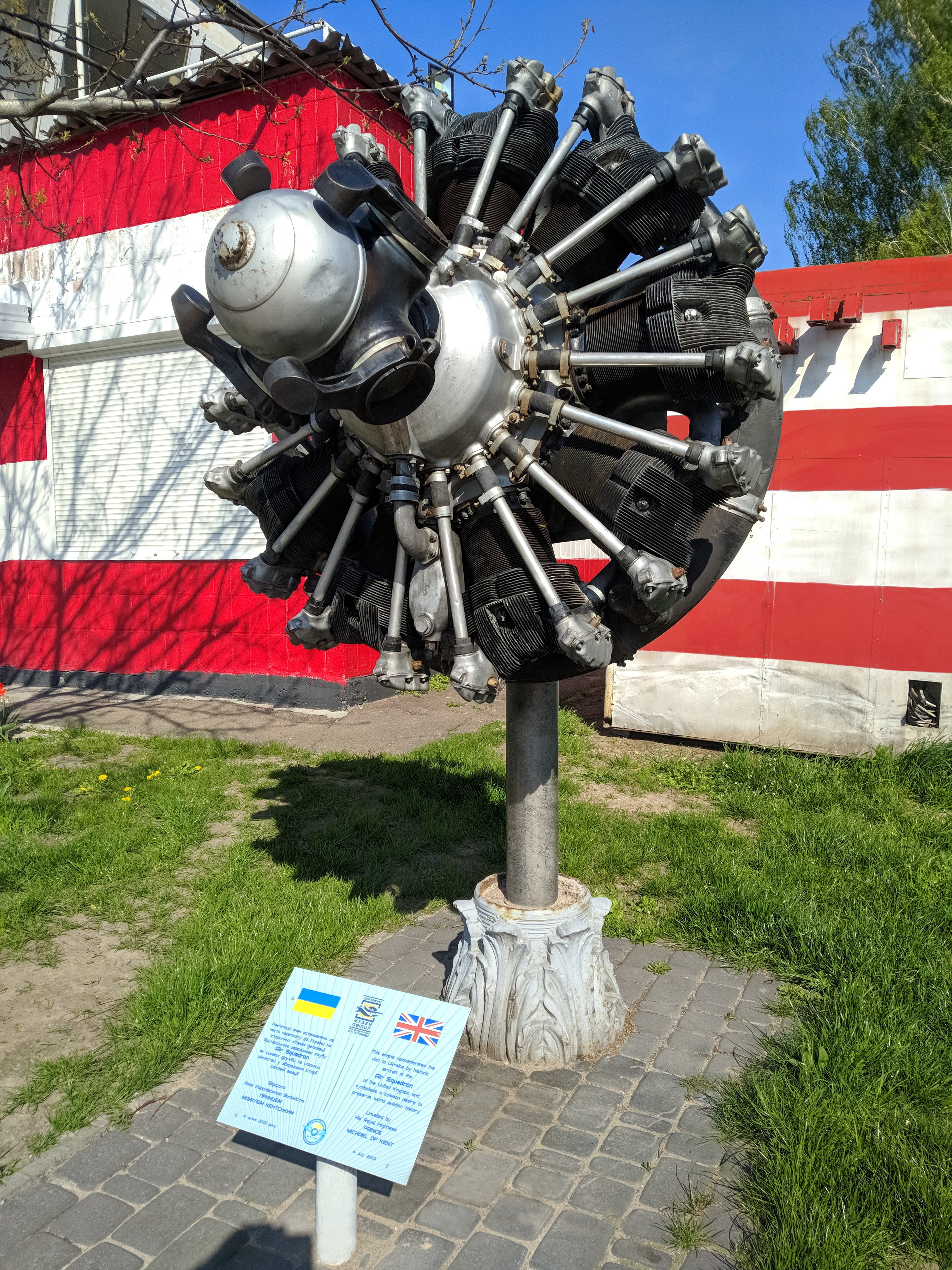
Двигун АШ-62 як пам'ятний знак в Державному музеї авіації

- 600 год до ТО2 і ТО3;
- 450 год до ТО4 і ТО5.

## Модифікації
- М-62 (АШ-62) — базовий. Застосовувався на літаках І-153, І-16 (типи 18 і 27), І-207, КОР-2 (Бе-4), Р-10 (ХАІ-5), ХАІ-52. Випускався в 1933-1942 роках.
- АШ-62ІР — імпеллерний редукторний. Розроблений в 1938 році. Застосовувався на Ан-2, Лі-2, МП-7 (ГСТ), ПС-35, ПС-43. Виготовлено понад 3500 двигунів.
- АШ-62М — допрацьований. Застосовувався на Ан-2М.
- М-62Р — висотний. Відрізняються 2 турбокомпресорами ТК-19.
- ASz-62 — польський варіант АШ-62ІР. Випускався на заводах в Каліші та Ряшеві. Виготовлено 25106 двигунів.
- HS-5 — китайський варіант АШ-62ІР. Випускається на авіаремонтному заводі в Сучжоу. Виготовлено не менше 2600 двигунів.